# Dalmatia Tower
Dalmatia Tower (hrv. Toranj Dalmacija) najviši je neboder u Hrvatskoj. Prvi je hrvatski neboder koji je prešao granicu od 100 metara. Dio je zdanja WestGate i dovršen je u njegovoj drugoj fazi. Gradnja je započela 2017. godine, a dovršen je 12. svibnja 2022. Neboder je mješovite poslovne namjene, a glavni zakupac je hotelska grupa „Marriott” koja je time došla na hrvatsko tržište.[nedostaje izvor]
Zapadno od Dalmatia Towera nalazi se prvi neboder sagrađen u sklopu WestGatea – WestGate A, čija je visina 55 m. Westgate A danas je sjedište OTP banke.
Splitski Westgate projekt je 2017. godine dobio nagradu za najbolju europsku poslovnu visokogradnju.

## Opći podatci
Visok je 135 metara (bez antene 112 metara) i ima 27 katova. Neboder posjeduje pet podzemnih katova namijenjenih parkiranju vozila. Ukupno osam dizala opslužuju zgradu. Četiri dizala opslužuju poslovne prostore od 3. do 15. kata, dok ostala četiri dizala opslužuju 1. i 2. te 16. do 27. kat, gdje se nalaze ugostiteljski prostori.

## Povijest
Dio je zdanja Westgate koje čine dva nebodera. Prvi, s imenom Westgate Tower A, ima 12 katova i 55 metara visine i služi kao glavno sjedište OTP banke. Drugi, izvorno nazvan Westgate Tower B, je prvotno predviđen s 17 katova i visinom od 75 metara, međutim gradnja je zaustavljena šest mjeseci nakon završetka 17.-og kata kako bi se dobila nova građevinska dozvola koja dozvoljava katnost od ukupno 27 katova. Gradnja je nastavljena sredinom 2018. godine.
Neboder je završen 2023. godine.

## Galerija
- Zdanje Westgate po noći
- "Westgate Tower A" tijekom izgradnje
- Otvorenje tornja "Westgate Tower A" (sjedište Splitske Banke)
- "Westgate Tower A" tijekom dana
- "Westgate Tower B" (Dalmacija Tower) tijekom izgradnje, pogled s 16. kata
- Pogled s Dalmacija Towera tijekom noći
- "Westgate Tower B" (Dalmacija Tower) u završnoj fazi izgradnje